# Список эпизодов телесериала «Пожарная часть 19»
Список эпизодов телесериала «Пожарная часть 19», премьера которого состоялась на канале ABC 22 марта 2018 года.

## Обзор сезонов
| Сезон | Сезон | Эпизоды | Дата показа      | Дата показа | Рейтинг Нильсона | Рейтинг Нильсона       |
| Сезон | Сезон | Эпизоды | Премьера         | Финал       | Ранк             | Зрители США (миллионы) |
| ----- | ----- | ------- | ---------------- | ----------- | ---------------- | ---------------------- |
|       | 1     | 10      | 22 марта 2018    | 17 мая 2018 | 54               | 7.36                   |
|       | 2     | 17      | 4 октября 2018   | 16 мая 2019 | 53               | 7,37                   |
|       | 3     | 16      | 23 января 2020   | 14 мая 2020 | 29               | 8.52                   |
|       | 4     | 16      | 12 ноября 2020   | 3 июня 2021 | 29               | 7.11                   |
|       | 5     | 18      | 30 сентября 2021 | 19 мая 2022 | 37               | 6.16                   |
|       | 6     | 18      | 6 октября 2022   | 18 мая 2023 | 41               | 5.24                   |
|       | 7     | 10      | 14 марта 2024    | 30 мая 2024 | TBA              | TBA                    |

## Эпизоды

### Сезон 1 (2018)
| № общий | № в сезоне | Название                                        | Режиссёр       | Автор сценария    | Дата премьеры  | Произв. код | Зрители в США (млн) |
| --- | ---------- | ----------------------------------------------- | -------------- | ----------------- | -------------- | ----------- | ------------------- |
| 1 | 1          | «Stuck» «Застрявший»                            | Пэрис Баркли   | Стэйси МакКи      | 22 марта 2018  | 101         | 5.43                |
| Рекрут-новичок Бен Уоррен приходит служить в пожарную часть и сразу же получает очень серьезное задание. Капитан Прут принимает вызов о пожаре в квартире, но это задание оборачивается совершенно неожиданными последствиями. Теперь пожарный Энди Эррера вынужден взять управление участком на себя. |            |                                                 |                |                   |                |             |                     |
| 2 | 2          | «Invisible to Me» «Невидимый»                   | Пэрис Баркли   | Стэйси МакКи      | 22 марта 2018  | 102         | 5.43                |
| Энди и Джек пытаются начать работать вместе. Автомобильная авария на сельской дороге ставит под угрозу жизни жертв и экипажа. |            |                                                 |                |                   |                |             |                     |
| 3 | 3          | «Contain the Flame» «Сдержать пламя»            | Мэри Лу Белли  | Венди Кэлхун      | 29 марта 2018  | 103         | 5.86                |
| Джек впервые проводит смену в должности заместителя капитана и продолжает давить своим лидерством на Энди. Капитан Пруитт с трудом выполняет указания врача, но все-таки возвращается на станцию для выполнения административных задач. Тем временем, остальной части команды приходится работать сразу на двух вызовах. Пожар на чердаке многоквартирного дома и возгорание у бассейна оказываются крайне опасными. |            |                                                 |                |                   |                |             |                     |
| 4 | 4          | «Reignited» «Разжечь пламя заново»              | Дэннис Смит    | Айлин Роузенцвайг | 5 апреля 2018  | 104         | 5.09                |
| Энди и Джек начинают спорить по поводу рациональности расходов на пожарной станции. Пожарные выезжают на вызов в загоревшуюся ночлежку. Брат Майи оказывается в страшной беде. Райан отправляется на его поиски и находит его. |            |                                                 |                |                   |                |             |                     |
| 5 | 5          | «Shock to the System» «Шок»                     | Милан Чейлов   | Анупам Нигам      | 12 апреля 2018 | 105         | 5.59                |
| Миранда навещает Бена на работе, впервые сталкиваясь с его коллегами. Эта встреча вызывает у нее неоднозначную реакцию. Команде приходится выехать на новый вызов. В результате серьезной аварии была повреждена электрическая система, что обернулось возгоранием. Энди и Майя впервые работают в паре. |            |                                                 |                |                   |                |             |                     |
| 6 | 6          | «Stronger Together» «Вместе сильнее»            | Зинга Стюарт   | Анджела Харви     | 19 апреля 2018 | 106         | 5.41                |
| Энди, Джек и еще 18 кандидатов проходят тест на повышение в должности. Все они мечтают стать капитанами пожарной части. Между тем, Трэвис остается на должности врио капитана. Он сталкивается с проблемами, когда Энди и Джек уходят на целый день. |            |                                                 |                |                   |                |             |                     |
| 7 | 7          | «Let It Burn» «Пусть горит»                     | Джеймс Хэнлон  | Барбара Кей       | 26 апреля 2018 | 107         | 5.17                |
| Райан соревнуется с Джеком на тренировке на станции 1. Здоровье капитана Пруитта ослабевает. Команда пожарной части и полицейский департамент работают на месте пожара в торговом центре. |            |                                                 |                |                   |                |             |                     |
| 8 | 8          | «Every Second Counts» «Каждая секунда на счету» | Марисоль Адлер | Тиа Наполитано    | 3 мая 2018     | 108         | 5.14                |
| Рипли решает опросить каждого члена команды станции, чтобы узнать, кому лучше занять место капитана — Энди или Джеку. Тем временем, день матери в городе проходит с осложнениями, и в праздник приходится вмешаться пожарникам. |            |                                                 |                |                   |                |             |                     |
| 9 | 9          | «Hot Box» «Тепловой ящик»                       | Николь Рубио   | Филлип Айскоув    | 10 мая 2018    | 109         | 4.45                |
| Прюитт признается Энди, что гордится результатами работы пожарной команды, а также рассказывает Бейли об опасностях работы огнеборцев, вызывая негодования Бена. Тем временем команда оказывается заперта в гараже горящего дома, подвергая свои жизни опасности. |            |                                                 |                |                   |                |             |                     |
| 10 | 10         | «Not Your Hero» «Не твой герой»                 | Пэрис Баркли   | Стэйси МакКи      | 17 мая 2018    | 110         | 5.10                |
| Новобранец Бен покоряет новый рубеж на службе и получает традиционное поощрение от экипажа. Шеф Рипли проводит собеседование, но его прерывает срочное сообщение о пылающем небоскребе. Команда отправляется на вызов, готовясь вновь рисковать жизнями пожарных ради спасения людей. |            |                                                 |                |                   |                |             |                     |

### Сезон 2 (2018—2019)
| № общий | № в сезоне | Название                                          | Режиссёр          | Автор сценария              | Дата премьеры   | Произв. код | Зрители в США (млн) |
| --- | ---------- | ------------------------------------------------- | ----------------- | --------------------------- | --------------- | ----------- | ------------------- |
| 11 | 1          | «No Recovery» «Помощи нет»                        | Пэрис Баркли      | Стэйси МакКи                | 4 октября 2018  | 201         | 5.17                |
| Команда продолжает сражаться с бушующим адом внутри небоскреба. Состояние здоровья Прюитта в Грей Слоан оставляет желать лучшего. Тем временем в часть прибывает опытный пожарник с таинственным прошлым, заставляя всех задуматься о том, что их ждет в будущем. |            |                                                   |                   |                             |                 |             |                     |
| 12 | 2          | «Under the Surface» «Под землей»                  | Милан Чейлов      | Тиа Наполитано              | 11 октября 2018 | 202         | 6.54                |
| Мальчик проваливается в канализационные трубы Сиэтла, и пожарная команда незамедлительно реагирует на вызов, чтобы спасти пареньку жизнь. |            |                                                   |                   |                             |                 |             |                     |
| 13 | 3          | «Home to Hold Onto» «Удерживая дом»               | Тесса Блейк       | Анупам Нигам                | 18 октября 2018 | 203         | 4.16                |
| Подразделение получает звонок от людей, которые обеспокоены странным поведением соседа. Команда выезжает на проверку, и просто шокирована представшей перед ними картиной. Между тем, стремясь создать прочные рабочие отношения между пожарными и полицейскими департаментами, Райан берет одного из членов команды на прогулку.                                                          |            |                                                   |                   |                             |                 |             |                     |
| 14 | 4          | «Lost and Found» «Потерянные и найденные»         | Маркус Стоукс     | Джим Камполонго             | 25 октября 2018 | 204         | 5.02                |
| Салливан предлагает каждому члену команды обучиться специальному навыку, однако далеко не все горят энтузиазмом. Райан застигнут врасплох, когда сталкивается с кем-то из своего прошлого. Тем временем Салливан, Энди и Майя справляются с огнем в заброшенном здании. |            |                                                   |                   |                             |                 |             |                     |
| 15 | 5          | «Do a Little Harm…» «Причинить немного вреда»     | Сильвен Уайт      | Анджела Харви               | 1 ноября 2018   | 205         | 4.89                |
| Капитан Салливан продолжает прилагать усилия по объединению пожарных и полицейских департаментов путем проведения учебного семинара, который с самого начала идет не по плану. У Бена и Миранды назревает честный разговор об их браке, который стимулирует Миранду принять жесткое решение о своем будущем.                                                                               |            |                                                   |                   |                             |                 |             |                     |
| 16 | 6          | «Last Day on Earth» «Последний день на земле»     | Стив Робин        | Филипп Айскоув              | 8 ноября 2018   | 206         | 5.10                |
| Когда Райан соглашается поговорить с отцом, Грег Таннер неожиданно посещает пожарную часть, оставляя Райана и других в замешательстве. Стремясь связаться со своей командой, капитан Салливан заручается поддержкой неожиданного союзника. |            |                                                   |                   |                             |                 |             |                     |
| 17 | 7          | «Weather the Storm» «Штормовая погода»            | Оливер Бокельберг | Стэйси МакКи                | 15 ноября 2018  | 207         | 5.91                |
| Когда команда собирается на праздник Дружбы, в Сиэтле начинается сильная буря. По мере того, как буря набирает обороты, создавая опасные условия для возникновения и распространения пожара, команда вынуждена приостановить торжественное мероприятие, чтобы приступить к выполнению своих обязанностей.                                                                                  |            |                                                   |                   |                             |                 |             |                     |
| 18 | 8          | «Crash and Burn» «Разрушить и сжечь»              | Пэрис Баркли      | Тиа Наполитано              | 7 марта 2019    | 208         | 5.24                |
| После урагана судьбы Энди и Салливана остаются неизвестными, пока они находятся запертыми в ловушке в перевернутой машине. Тем временем на станции команда противостоит Джеку. Только когда выходить на улицу становится достаточно безопасно, они ищут своих коллег-пожарных, невзирая на то, что время неумолимо уплывает.                                                               |            |                                                   |                   |                             |                 |             |                     |
| 19 | 9          | «I Fought the Law» «Я боролся с законом»          | Сидни Фриланд     | Барбара Кей                 | 14 марта 2019   | 209         | 5.02                |
| Энди, Майя и Дин отправляются на вызов, и находят раненую женщину с амнезией. Вскоре в процессе оказания первой помощи пострадавшей они начинают понимать, что в ее истории есть нечто большее. Тем временем капитан Салливан берет Бена и Джека на домашний вызов, который быстро становится важным для пациента, которого они лечат.                                                     |            |                                                   |                   |                             |                 |             |                     |
| 20 | 10         | «Crazy Train» «Сумасшедший поезд»                 | Дарин Окада       | Анупам Нигам                | 21 марта 2019   | 210         | 5.55                |
| Джек и Майя отправляются на вызов, чтобы помочь людям, застрявшим в поезде метро, и обнаруживают потенциальную угрозу не только для вех пассажиров, но и для самих себя. Тем временем Трэвис, Бен и Дин приглашают Салливана для помощи в перекрашивании стен в доме Трэвиса, и эта ситуация приводит к удивительному выводу о личных качествах Салливана.                                 |            |                                                   |                   |                             |                 |             |                     |
| 21 | 11         | «Baby Boom» «Бэби-бум»                            | Маркус Стоукс     | Джеймс Леффлер & Молли Грин | 28 марта 2019   | 211         | 5.44                |
| Когда машина врезается в пожарную часть 19, команда спешит спасти жизни и не допустить разрушения поврежденного здания. Тем временем на ресепшен прибывает неожиданная доставка. |            |                                                   |                   |                             |                 |             |                     |
| 22 | 12         | «When It Rains, It Pours!» «Когда льет дождь»     | Эллен С. Прессман | Трей Колэуэй                | 4 апреля 2019   | 212         | 5.26                |
| Пытаясь помочь жертвам аварии на пустынной дороге, Вик находит в себе смелость противостоять сложной ситуации. Тем временем Бен готовится отправиться в "Медик Ван", чувствуя некоторую озабоченность по поводу его текущих обязанностей в пожарной части, а Прюитт проводит время с кем-то особенным.                                                                                     |            |                                                   |                   |                             |                 |             |                     |
| 23 | 13         | «The Dark Night» «Тёмный рыцарь»                  | Неизвестно        | Неизвестно                  | 11 апреля 2019  | 213         | 6.44                |
| Отключение электроэнергии в Сиэтле создает опасные ситуации по всему городу, и сотрудники пожарной части 19 отправляются по вызовам, включая поиск пропавшей девушки, а также оказывают помощь мужчине, который подключен к аппарату жизнеобеспечения. |            |                                                   |                   |                             |                 |             |                     |
| 24 | 14         | «Friendly Fire» «Огонь по своим»                  | Неизвестно        | Неизвестно                  | 18 апреля 2019  | 214         | 6.19                |
| Команду вызывают на завод по переработке кофе, где начался пожар. Ребятам приходится рисковать собственными жизнями, чтобы спасти капитана пожарной части 42. Рипли и Вик рассматривают еще один непростой вариант, который позволит им сохранить свои отношения. Тем временем Энди получает неожиданные новости о некоторых своих коллегах по команде, а Прюитт занимает новую должность. |            |                                                   |                   |                             |                 |             |                     |
| 25 | 15         | «Always Ready» «Всегда готов»                     | Неизвестно        | Неизвестно                  | 2 мая 2019      | 215         | 5.16                |
| После бушующего смертельного пламени внутри кофейни члены пожарной части 19 находятся в состоянии повышенной готовности, поскольку любимый член их команды оказывается в больнице Грей Слоан, оставляя свое будущее неопределенным перед лицом опасной для жизни ситуации. |            |                                                   |                   |                             |                 |             |                     |
| 26 | 16         | «For Whom The Bell Tolls» «По ком звонит колокол» | Неизвестно        | Неизвестно                  | 9 мая 2019      | 216         | 4.37                |
| После опасной для жизни ситуации, которая оставляет неясным будущее члена команды пожарной части 19, экипаж собирается вместе, чтобы увидеть результаты титанической работы врачей. Энди и Бен отвечают человеку, пронзенному люстрой. Между тем, пожарная часть 19 призвана организовывать поставки припасов и оказывать помощь при пожарах в Лос-Анджелесе.                              |            |                                                   |                   |                             |                 |             |                     |
| 27 | 17         | «Into the Wildfire» «В лесном пожаре»             | Неизвестно        | Неизвестно                  | 16 мая 2019     | 217         | 6.55                |
| Члены пожарной станции собирают свое снаряжение и направляются в Лос-Анджелес, штат Калифорния, чтобы помочь в борьбе со смертельным лесным пожаром, вырвавшимся из-под контроля. Пока команда работает над эвакуацией жителей, они встречают Терри, и Бен принимает за доли секунды решение, которое меняет их жизнь.                                                                     |            |                                                   |                   |                             |                 |             |                     |

### Сезон 3 (2020)
| № общий | № в сезоне | Название                                                                                      | Режиссёр          | Автор сценария | Дата премьеры   | Произв. код | Зрители в США (млн) |
| --- | ---------- | --------------------------------------------------------------------------------------------- | ----------------- | -------------- | --------------- | ----------- | ------------------- |
| 28 | 1          | «I Know This Bar» «Мне знаком этот бар»                                                       | Пэрис Баркли      | Криста Вернофф | 23 января 2020  | 301         | 7.02                |
| После того, как в Бар Джо врезается машина, Энди и Салливану предстоит возглавить команду пожарных, чтобы спасти своих товарищей Бена и Пруитта, докторов Грей Слоан и посетителей бара, прежде чем здание рухнет.                                                                  |            |                                                                                               |                   |                |                 |             |                     |
| 29 | 2          | «Indoor Fireworks» «Закрытый фейерверк»                                                       | Пэрис Баркли      | Кайли Донован  | 30 января 2020  | 302         | 6.12                |
| Команда встречает нового начальника пожарной охраны Сиэтла. Возгорание в универмаге становится триггером для болезненных детских воспоминаний Бена. Между тем, Майя решает серьезно бороться за свою карьеру, а Джек связывается со старым знакомым.                                |            |                                                                                               |                   |                |                 |             |                     |
| 30 | 3          | «Eulogy» «Панегирик»                                                                          | Эрик Ланёвилль    | Анупам Нигам   | 6 февраля 2020  | 303         | 5.92                |
| Пруитт оплакивает тяжелую потерю, а Энди отказывается последовать его примеру и решает с головой погрузиться в работу. Тем временем команде предстоит отреагировать на большую утечку газа, а Салливану - сделать весьма спорный выбор перед капитаном.                             |            |                                                                                               |                   |                |                 |             |                     |
| 31 | 4          | «House Where Nobody Lives» «Дом, в котором никто не живет»                                    | Оливер Бокельберг | Меган Планкетт | 13 февраля 2020 | 304         | 6.00                |
| Бен и Джек пытаются успокоить группу бездомных сводных и биологических братьев и сестер, чтобы они помогли спасти жизнь человека. Тем временем Майя начинает давить на команду все больше в надежде объединить всех, а Пруитт угрожает принять решительные меры за отказ в просьбе. |            |                                                                                               |                   |                |                 |             |                     |
| 32 | 5          | «Into the Woods» «В лесу»                                                                     | Энди Уолк         | Тайрон Финч    | 20 февраля 2020 | 305         | 6.27                |
| Стремясь повысить боевой дух команды, Майя отправляет всех в общий поход, который, однако, идет совершенно не по плану. Отношения членов команды подвергаются испытанию, потому что теперь им придется постараться, чтобы спасти отдыхающих после нападения медведя.                |            |                                                                                               |                   |                |                 |             |                     |
| 33 | 6          | «Ice Ice Baby» «Лед, лед детка»                                                               | Тесса Блейк       | Роб Джиллз     | 27 февраля 2020 | 306         | 6.59                |
| Снежный шторм обрушивается на Сиэтл, так что Трэвису и команде приходится столкнуться с тяжелым вызовом и принять новую правду. Между тем подозрения Бена относительно коллег продолжают расти.                                                                                     |            |                                                                                               |                   |                |                 |             |                     |
| 34 | 7          | «Satellite of Love» «Спутник любви»                                                           | Пэрис Баркли      | Крис Дауни     | 5 марта 2020    | 307         | 6.00                |
| Пока Бен готовит новый автомобиль для команды реагирования, его подозрения в отношении Салливана и пропажи фентанила продолжают расти. Тем временем Джек и Риго делают все возможное, чтобы забыть о своих различиях для максимально плодотворной работы вместе.                    |            |                                                                                               |                   |                |                 |             |                     |
| 35 | 8          | «Born to Run» «Рожденный бежать»                                                              | Неизвестно        | Неизвестно     | 12 марта 2020   | 308         | 6.64                |
| Команда станции 19 реагирует на вызов, связанный с пьяным водителем. Тем временем Пруитт дает Дину ценный совет, когда тот оказался в сложной ситуации, а Салливан решает обратиться за помощью к доктору Амелии Шепард.                                                            |            |                                                                                               |                   |                |                 |             |                     |
| 36 | 9          | «Poor Wandering One» «Одинокий странник»                                                      | Неизвестно        | Неизвестно     | 19 марта 2020   | 309         | 7.39                |
| Когда ветеран армии угрожает взорвать ломбард, Салливану приходится вспомнить свои годы службы в морской пехоте, чтобы повлиять на ситуацию. Тем временем Вик и Дин пытаются помочь человеку, страдающему болезнью Альцгеймера.                                                     |            |                                                                                               |                   |                |                 |             |                     |
| 37 | 10         | «Something About What Happens When We Talk» «Немного о том, что происходит, пока мы говорим"» | Неизвестно        | Неизвестно     | 26 марта 2020   | 310         | 6.90                |
| После ряда напряженных и травмирующих событий члены пожарной части 19 отправляются на прием к психологу. |            |                                                                                               |                   |                |                 |             |                     |
| 38 | 11         | «No Days Off» «Без выходных»                                                                  | Неизвестно        | Неизвестно     | 2 апреля 2020   | 311         | 7.16                |
| Энди и Салливан оказываются в эпицентре событий во время своего ланча с Пруиттом, когда появляются сотрудники иммиграционной службы. Тем временем Трэвис решает устроить весьма неуклюжий обед с шефом Диксоном, Эмметом и его девушкой.                                            |            |                                                                                               |                   |                |                 |             |                     |
| 39 | 12         | «I'll Be Seeing You» «Увидимся»                                                               | Неизвестно        | Неизвестно     | 9 апреля 2020   | 312         | 7.56                |
| Команде предстоит столкнуться с пожаром в хранилище и растущими препятствиями в работе. Тем временем доктор Джексон Эйвери прибывает из Грэй-Слоан для сотрудничества с Беном Уорреном.                                                                                             |            |                                                                                               |                   |                |                 |             |                     |
| 40 | 13         | «Dream a Little Dream of Me» «Надеюсь, в твоих снах найдется место для меня»                  | Неизвестно        | Неизвестно     | 16 апреля 2020  | 313         | 6.72                |
| Вик пытается сплотить команду на общей календарной фотосессии, которая должна, по его мнению, стать началом благоприятного курса. Тем временем Эммет старается обелить себя перед Беном и Салливаном.                                                                               |            |                                                                                               |                   |                |                 |             |                     |
| 41 | 14         | «The Ghosts That Haunt Me» «Призраки, преследующие меня»                                      | Неизвестно        | Неизвестно     | 30 апреля 2020  | 314         | 5.58                |
| Энди и Джек пытаются сделать все возможное и невозможное, чтобы спасти людей, оказавшихся в ловушке в боулинге. Бен сталкивается с Салливаном и между ними разгорается конфликт из-за наркотической зависимости мужчины, а, между тем, мать Майи наносит ей визит.                  |            |                                                                                               |                   |                |                 |             |                     |
| 42 | 15         | «Bad Guy» «Плохой парень»                                                                     | Неизвестно        | Неизвестно     | 7 мая 2020      | 315         | 5.57                |
| Бен, Джексон и Эммет оказываются в критической ситуации с потенциальной жертвой. Между тем, поиски Энди дополнительной информации касательно ее семьи открывают ей глаза на все происходящее, а Вик и Трэвис оказываются в центре коррупционного заговора.                          |            |                                                                                               |                   |                |                 |             |                     |
| 43 | 16         | «Louder Than a Bomb» «Громче, чем взрыв»                                                      | Неизвестно        | Неизвестно     | 14 мая 2020     | 316         | 5.91                |
| Энди начинает подозревать неладное во всем, что связано с гибелью ее матери, а тем временем членам команды предстоит сделать все возможное для спасения доктора из смертельно опасной ситуации                                                                                      |            |                                                                                               |                   |                |                 |             |                     |

### Сезон 4 (2020—2021)
| № общий | № в сезоне | Название                                                  | Режиссёр      | Автор сценария | Дата премьеры   | Произв. код | Зрители в США (млн) |
| --- | ---------- | --------------------------------------------------------- | ------------- | -------------- | --------------- | ----------- | ------------------- |
| 44 | 1          | «Nothing Seems the Same» «Ничего не кажется прежним»      | Пэрис Барклай | Кайли Донован  | 12 ноября 2020  | 401         | 6.59                |
| Когда пандемия COVID-19 попадает в Сиэтл, команда Станции 19 поддерживает друг друга. Энди пытается понять возвращение своей матери, так как Салливан устраивает новые правила. В то время как группа подростков случайно разжигает пожар. |            |                                                           |               |                |                 |             |                     |
| 45 | 2          | «Wild World» «Дикий мир»                                  | Бетани Руни   | Эммилу Диаз    | 19 ноября 2020  | 402         | 5.66                |
| Энди берет выходной, чтобы продолжить разбираться со своей семьей . Майя и Карина делают все возможное, чтобы сохранить свои отношения, не видя друг друга из-за ограничений COVID-19, а Салливан стремительно работает над своей трезвостью. Тем временем команда Станции 19 отвечает на звонок с участием дикого животного. |            |                                                           |               |                |                 |             |                     |
| 46 | 3          | «We Are Family» «Мы - Семья»                              | Пэрис Барклай | Зайвер Синнетт | 3 декабря 2020  | 403         | 5.58                |
| Будущее карьеры Салливана висит на волоске, когда начинается его дисциплинарное слушание, Бен, Доктор Ричард Уэббер, Эммет, Диксон вызываются для дачи показаний. Тем временем экипаж Станции 19 расследует пожар, начавшийся из-за неисправности проводки в заброшенном многоквартирном доме, который является домом и местом выступлений знаменитых трансвеститов Сиэтла. |            |                                                           |               |                |                 |             |                     |
| 47 | 4          | «Don't Look Back in Anger» «Не оглядывайся назад в гневе» | Бетани Руни   | Брайан Энтони  | 10 декабря 2020 | 404         | 5.58                |
| Экипаж Станции 19 выезжает на сложный домашний конфликт с участием беременной. Тем временем Трэвис изо всех сил пытается справиться с семейным кризисом. А отношения Майи и Карины продолжают стремительно развиваться. |            |                                                           |               |                |                 |             |                     |
| 48 | 5          | «Out of Control» «Выйти из под контроля»                  | Майкл Медико  | Тайрон Финч    | 17 декабря 2020 | 405         | 5.63                |
| Энди и Салливан находят способ взаимодействия. Бен сталкивается с тяжёлой потерей, Джек и Инара становятся ближе. Тем временем, команда бросается на помощь матери, попавшей в беду, что вызывает конфликт с полицией. |            |                                                           |               |                |                 |             |                     |
| 49 | 6          | «Train In Vain» «Тренируйтесь напрасно»                   | Неизвестно    | Неизвестно     | 11 марта 2021   | 406         | 5.40                |
| Карина вместе с Делукой стараются догнать женщину,подозреваемую в краже девушек с целью сексуальной эксплуатации. Подозреваема предпринимает любые попытки скрыться от погони. Теперь доктор не готов отпускать обманщицу, сумевшую сделать из него сумасшедшего. Майе приходится покинуть часть по личным причинам. Ответственность за ежедневную проверку теперь ложится на Энди. После непредвиденного ареста Дина жизнь Вик кардинально меняется. Расстроенная женщина пытается найти в себе силы, чтобы поддержать Дина в этот переломный момент, хотя сама она переживает не меньше. |            |                                                           |               |                |                 |             |                     |
| 50 | 7          | «Learning to Fly» «Обучение Летать»                       | Неизвестно    | Неизвестно     | 18 марта 2021   | 407         | 5.10                |
| Из-за роста количества заболеваемости новой болезнью работа пожарных становится более сложной. Тревис отказывается общаться с роднёй. Команда станции 19 отправлена на общение с безумцем, собрание секты, где они находят лидера, брата Джона, который танцует на крыше и утверждает, что он умеет летать. |            |                                                           |               |                |                 |             |                     |
| 51 | 8          | «Make No Mistake, He's Mine» «Не ошибись, он мой»         | Неизвестно    | Неизвестно     | 25 марта 2021   | 408         | 5.26                |
| Личная жизнь Вик снова усложняется, когда она узнаёт о шокирующей тайне. Тем временем Энди все больше расстраивается из-за того, что Салливан подрывает ее авторитет, а Майя изо всех сил пытается сдержать свою ревность , когда один из старых друзей Карины приходит навестить её. |            |                                                           |               |                |                 |             |                     |
| 52 | 9          | «No One Is Alone» «Никто не одинок»                       | Неизвестно    | Неизвестно     | 1 апреля 2021   | 409         | 4.78                |
| Дружба Вик и Трэвис проходит испытание на прочность, во время их совместного дежурного на скорой. Они откачивают парочку наркоманов. Трэвис из-за этого много вспоминает прошлое про своего мужа Майкла и их лучшего друга. Тео Руис помогает Джеку справится со страхами сына его девушки. |            |                                                           |               |                |                 |             |                     |
| 53 | 10         | «Save Yourself» «Спасай себя»                             | Неизвестно    | Неизвестно     | 8 апреля 2021   | 410         | 4.87                |
| В пожарной части 19 проходит тестирование граждан на КОВИД на автомобилях. Руководит всем Карина де Лука, помогает доброволец Эммет. Шеф Грегори приходит проверять часть и за одно имеет разговор с Дином о его желании наказать полицейских. Новобрачные проходящие тест попадают в автокатастрофу. У Карины заканчивается рабочая виза, она переживает. Сын Марши хочет отключить Маршу от ИВЛ. На тест приходят родственники нескольких членов пожарной части. |            |                                                           |               |                |                 |             |                     |
| 54 | 11         | «Here It Comes Again» «Это случилось снова»               | Неизвестно    | Неизвестно     | 15 апреля 2021  | 411         | 5.10                |
| У всех участников пожарной части беспокойное утро. Диксон становится частью этого утра, приходит поговорить о активности Миллера. Потом случается пожар на катке. Загорелась машина закатки льда, угрожая переехать упавшего травмированного водителя. Карина готовится улетать на родину, чтобы уладить проблемы с визой. Она приходит в часть, и в то же время туда приходит замужняя пара, жена рожает. |            |                                                           |               |                |                 |             |                     |
| 55 | 12         | «Get Up, Stand Up» «Поднимайся, вставай»                  | Неизвестно    | Неизвестно     | 22 апреля 2021  | 412         | 4.47                |
| По поводу резонансного убийства Джорджа Флойда капитан Бишоп приглашает в часть психолога. Это старая их знакомая Даян, уже помогавшая им с другим стрессом. Бен при разговоре с ней скрывает какую-то тайну и не решается рассказать об этом. Бишоп тоже заглядывает на разговор. Тревис неожиданно тоже находит повод для консультации. В части бродят идеи о том, чтобы присоединиться к протесту против полиции, хотя это грозит увольнением из части. Все страдают и пытаются понять, почему произошло то, что произошло. Много разговоров, никаких вызовов.                          |            |                                                           |               |                |                 |             |                     |
| 56 | 13         | «I Guess I'm Floating» «Я думаю, я плыву»                 | Неизвестно    | Неизвестно     | 6 мая 2021      | 413         | 4.52                |
| Серия проходит на корабле, где у пожарных проходит банкет для черных пожарных. Шеф говорит речь о поддержки их сообщества, но он все равно против судебных решений Дина Миллера. Параллельно идет история про Бена и его здоровье, а так же о родителях Джей Джей . При личной беседе шефа и Миллера, начальнику становится плохо и он падает за борт. В результате этого инцидента несколько пожарных отстают от корабля. Находясь потерянными в океане пожарные решаются на непростые признания, и приходят к непростым решениям.                                                        |            |                                                           |               |                |                 |             |                     |
| 57 | 14         | «Comfortably Numb» «Удобное онемение»                     | Неизвестно    | Неизвестно     | 20 мая 2021     | 414         | 4.92                |
| У пожарных части 19 выходной. Каждый занимается своими заботами, кто-то здоровьем лежа на койке в больнице, кто-то провожает свою любовь в путешествие, а кто-то идет на протест. Приятный отдых Джека Гибсона с Инарой нарушается упавшей соседкой. Перед ними разыгрывается драматичная история. Камила собирает чемоданы, Маяй пытается как-то помочь, возможно даже задумываясь о кольцах, но ей придется узнать нечто новое об чувствах своей девушки. |            |                                                           |               |                |                 |             |                     |
| 58 | 15         | «Say Her Name» «Скажи ее имя»                             | Неизвестно    | Неизвестно     | 27 мая 2021     | 415         | 4.59                |
| Название серии соответствует движению по защите черных женщин от произвола полиции. И именно эта тема поднимается в серии. Убита в своем доме Брионна Тейлор, это новость угнетающее действует на Вик. Бена берегут после того что он пережил и оставляют на офисной работе. Происходит вызов, пострадала пекарня в ходе протестов. Джек и Энди сталкиваются с неприятной реакцией населения к людям в форме. Так же не все так радужно между полицией и пожарными. У Вик происходит эмоциональный взрыв. А рядом кружит репортер снимающий сюжет о поджоге.                               |            |                                                           |               |                |                 |             |                     |
| 59 | 16         | «Forever and Ever, Amen» «Во веки веков, Аминь»           | Неизвестно    | Неизвестно     | 3 июня 2021     | 416         | 4.90                |
| Майя все же решается сыграть свадьбу в пожарной части. Два дня назад их часть тушили дом в котором живет многодетная семья. В пекарне родителей Вик решают провести свадебный банкет. Возникает сразу несколько неразрешенных конфликтов отношений. Вик и Миллер. Вик и Тео. Инара и Джек. Эммет и Тревис. Кому на этой свадьбе повезет, а кому нет. И что наденет на свадьбу Майя платье или брючный костюм. И что же такое сделал Салливан от чего на него злится Энди. Он спас или предал пожарную часть 19.                                                                            |            |                                                           |               |                |                 |             |                     |

### Сезон 5 (2021—2022)
| № общий | № в сезоне | Название                                                                    | Режиссёр          | Автор сценария                   | Дата премьеры    | Произв. код | Зрители в США (млн) |
| --- | ---------- | --------------------------------------------------------------------------- | ----------------- | -------------------------------- | ---------------- | ----------- | ------------------- |
| 60 | 1          | «Феникс из пламени» «Phoenix from the Flame»                                | Стэйси К. Блэк    | Криста Вернофф                   | 30 сентября 2021 | 501         | 5.04                |
| В сериале празднуют победу над коронавирусом. Между тем 10 месяцев назад, Бишоп отстраняют от руководства на время расследования. Энди переводят в 23 пожарную часть за то, что она спорила с шефом. Там она дружит с Тео и не разговаривает с Салливаном. Кажется что разрушения в их отношениях слишком значительные. Восстанет ли феникс из пепла? Пожарная часть 19 помогает в организации ярмарки Феникс. Неосторожное отношение с фейерверками становится причиной катастрофы. Пожарным придется пережить потерю дорогого сердцу имущества. |            |                                                                             |                   |                                  |                  |             |                     |
| 61 | 2          | «Не чувствую своего лица» «Can't Feel My Face»                              | Питер Пейдж       | Кайли Донован                    | 7 октября 2021   | 502         | 4.29                |
| Энди всерьез решает развести. Карина и Майя не могут достигнуть согласия по поводу детей. Запустили службу Кризис 1, которая должна работать лучше полицейских для разрешения кризисных ситуаций Дин, Эммет и Вик едут помочь двум женщинам в беде. Дину не просто общаться с Вик, которой он так и не признался. Бишоп тяжело быть в роли стажера, после ее капитанского звания. Пожар в жилом здании, команда 19 тушит его. В подвале, где очаг возгорания они находят странную и опасную находку.                                              |            |                                                                             |                   |                                  |                  |             |                     |
| 62 | 3          | «Слишком чертовски жарко» «Too Darn Hot»                                    | Майкл Медико      | Рошель Циммерман                 | 14 октября 2021  | 503         | 4.29                |
| На тихоокеанском побережье аномальная жара. Салливан стал секси пожарным из-за тик-ток видео. Пожарной части 19 наконец восстановили машину. Из этого события делают повод для торжественного мероприятия. Жара делает это событие напряженным. От жары многим становится плохо в палаточном лагере, там работает скорая с Беном и Джеком и его сын Джоу, планирующий пойти в медицину. Пожарным 19 и 23 части приходится вместе справляться с автомобильной катастрофой, созданной из-за раскаленного асфальта.                                  |            |                                                                             |                   |                                  |                  |             |                     |
| 63 | 4          | «100% или ничего» «100% or Nothing»                                         | Шилин Чокси       | Эмили Калвер                     | 21 октября 2021  | 504         | 4.65                |
| Дин должен начать обучение сотрудников курсам по разрешению конфликтов, присутствует кроме 19 пожарной части еще и 23. У Бена появилась фанатка Ингрид, которую он как-то спас на пожаре. В учениях так же присутствует психолог Даян Льюис. Пример семейной ссоры Салливана и Энди выходит чересчур натуральной. Раз за разом обучающие сценки оканчиваются смехом сотрудников. Салливан и Бишоп на вызове, мужчина застрял в двери, в отверстии для собаки. Вызволить его будет непросто.                                                       |            |                                                                             |                   |                                  |                  |             |                     |
| 64 | 5          | «Вещи, которые мы потеряли в огне» «Things We Lost in the Fire»             | Дерин Окада       | Генри Роблз                      | 11 ноября 2021   | 505         | 4.58                |
| Бена снова одолевает Фанатка. Дин задумал кардинальные изменения в жизни, Вик это огорчает. Карина и Джек разрабатывают совместную идею клиники в пожарной части. Вызов на взрыв нескольких зданий. Много пострадавших. Поврежден газопровод. К вызову подключается и пожарная часть 23. Во время тушения происходят несколько несчастных случаев. Пожарные несут потери. |            |                                                                             |                   |                                  |                  |             |                     |
| 65 | 6          | «Маленькая девочка в синем» «Little Girl Blue»                              | Диана Валентайн   | Мегэнн Планкетт & Тайрон Финч    | 18 ноября 2021   | 506         | 4.85                |
| Пожарная часть 19 никак не могут отойти от потери. Прошло много времени, день Благодарения. А все равно некоторые не могут прийти в себя. В часть приводят дочку Миллера, малышку Прю. Возиться с ней в какой-то момент приходится Майе и они с Камилой получают много интересных эмоций в процессе ухода. Бену приходится помогать своей фанатке. И не смотря на проблемы с духовкой праздник в части удался |            |                                                                             |                   |                                  |                  |             |                     |
| 66 | 7          | «Дом - это не дом» «A House Is Not a Home»                                  | Дэвид Гринспен    | Леа Гонсалес                     | 9 декабря 2021   | 507         | 4.07                |
| Вик горюет дома, Джек перестал ходить на работу и тоже страдает. Все остальные ждут их в пожарной части и стараются поддержать. Карина устраивает романтичный ужин для Майи. Между родителями Миллера и Бена с Мирандой происходят споры о опеке за Прю. Так же его родители решают продать дом на воде и выгоняют оттуда Джека. Трэвис навещает мать и застает ее за странным занятием. |            |                                                                             |                   |                                  |                  |             |                     |
| 67 | 8          | «Все, чего я хочу на Рождество, - это ты» «All I Want for Christmas Is You» | Питер Пейдж       | Зайвер Синнетт                   | 16 декабря 2021  | 508         | 4.69                |
| Рождество надвигается. Пожарная часть готовится дарить детям подарки. Пришла новость что во главе пожарного управления поставили нового шефа и этот шеф - женщина. Кризису 1 приходится столкнуться с насилием в семье. А пожарной части приходит вызволять застрявшего между машинами человека. |            |                                                                             |                   |                                  |                  |             |                     |
| 68 | 9          | «Начал с самого низа» «Started from the Bottom»                             | Паула Ханзикер    | Эмили Калвер                     | 24 февраля 2022  | 509         | 4.98                |
| Новый шеф оказывается знакомой с Салливаном. И.о капитана Энди наводит порядок в 23 части. Джек, Бен и Карина занимаются расслаблением с помощью криков. Пожарная часть 19 и 23 вызволяет из автоаварии доктора Ханта. А Карина и Вик помогают юной сироте с очень деликатной проблемой |            |                                                                             |                   |                                  |                  |             |                     |
| 69 | 10         | «В поисках призрака» «Searching for the Ghost»                              | Оливер Бокельберг | Стейси Окунола                   | 3 марта 2022     | 510         | 4.46                |
| Забег пожарников выигрывает Бишоп, но это не удивительно, она ж олимпийка. Вик узнает волнующую новость. Пожарную часть вызывают на спасательную операцию в дом с приведеньями. А в часть 19 приходят люди за помощью. Во время спасения от разваливающегося дома, с пожарными случается несчастный случай из-за чего между капитаном Беккетом и лейтенантом Салливаном происходит спор. Когда позже Роберт решает поговорить с капитаном то обнаруживает в его кабинете очень подозрительную находку.                                            |            |                                                                             |                   |                                  |                  |             |                     |
| 70 | 11         | «Мелочи, которые вы делаете вместе» «The Little Things You Do Together»     | Тесса Блейк       | Рошель Циммерман & Кайли Донован | 10 марта 2022    | 511         | 4.25                |
| Оказывается между Салливаном и новым шефом Наташей было неоднозначное прошлое. Вик и Тео проходят через аборт и отношение между ними меняются. Энди заменяет Вик на скорой Кризис 1. Ее с Трэвисом и Эмметом вызывают к мужчине не желающему выходить из машины. Карина и Майя выбирают донора для ребенка. |            |                                                                             |                   |                                  |                  |             |                     |
| 71 | 12         | «На моем дереве» «In My Tree»                                               | Тамика Миллер     | Даниэль К. Хо                    | 17 марта 2022    | 512         | 4.24                |
| В пожарной части 19 открывается мемориальная клиника имени Дина Миллера. Но с утра посетителей удручающе мало. К Бену приходит опекун-представитель назначенный судом, что бы посмотреть на него за работой. Бен нервничает. Бишоп пытается взять в союзники Салливана. Пациенты заставляют понервничать сотрудников. Новый шеф тоже помогает провести мероприятие. Энди с командой 23 пожарной части спасают упавшую парашютистку. Им очень не хватает ГБР, которую закрыли.                                                                     |            |                                                                             |                   |                                  |                  |             |                     |
| 72 | 13         | «Холодная голубая сталь и сладкий огонь» «Cold Blue Steel and Sweet Fire»   | Неизвестно        | Неизвестно                       | 24 марта 2022    | 513         | 4.60                |
| Закрывают 23 часть. Кризис 1 отрабатывают вызов к закрывшемуся жильцу. 19 часть едет спасать горящую кондитерскую. Бишоп не довольна разговором с шефом. Бену и Миранде открываются неожиданные новости по поводу опекунства над Прю. |            |                                                                             |                   |                                  |                  |             |                     |
| 73 | 14         | «Один во тьме» «Alone in the Dark»                                          | Неизвестно        | Неизвестно                       | 31 марта 2022    | 514         | 4.44                |
| 23 часть прощается с закрытой частью. Трэвис попадает в гости к Эммету и это его напрягает, все ж его папа был их бывшим неприятным шефом. Настоящий шеф отстраняет Беккета и ставит временным капитаном Салливана. 19 часть идет тушить загоревшийся автомобиль на многоярусную парковку. Бишоп воспринимает негативно решение начальства. Энди попадает в переделку. |            |                                                                             |                   |                                  |                  |             |                     |
| 74 | 15         | «Когда вечеринка окончена» «When the Party's Over»                          | Неизвестно        | Неизвестно                       | 7 апреля 2022    | 515         | 4.52                |
| Энди допрашивают полицейские. А Дерека пытаются спасти ее друзья. |            |                                                                             |                   |                                  |                  |             |                     |
| 75 | 16         | «Смерть и Дева» «Death and the Maiden»                                      | Неизвестно        | Неизвестно                       | 5 мая 2022       | 516         | 4.28                |
| 76 | 17         | «Дорога, по которой ты не пошел» «The Road You Didn't Take»                 | Неизвестно        | Неизвестно                       | 12 мая 2022      | 517         | 3.95                |
| 77 | 18         | «Продраться сквозь радиоактивные осадки» «Crawl Out Through the Fallout»    | Неизвестно        | Неизвестно                       | 19 мая 2022      | 518         | 4.28                |

### Сезон 6 (2022—2023)
| № общий | № в сезоне | Название | Режиссёр               | Автор сценария                 | Дата премьеры   | Произв. код | Зрители в США (млн) |
| ------- | ---------- | --- | ---------------------- | ------------------------------ | --------------- | ----------- | ------------------- |
| 78      | 1          | «Извивайся и кричи» «Twist And Shout»                                                                            | Стэйси К. Блэк         | Кейли Донован & Криста Вернофф | 6 октября 2022  | 601         | 4.19                |
| 79      | 2          | «Всем есть что скрывать, кроме меня и моей обезьяны» «Everybody's Got Something to Hide Except Me and My Monkey» | Питер Пейдж            | Генри Роблз                    | 13 октября 2022 | 602         | 3.70                |
| 80      | 3          | «Танцуем со связанными руками» «Dancing with Our Hands Tied»                                                     | Тамика Миллер          | Дэниэл Аркин                   | 20 октября 2022 | 603         | 3.90                |
| 81      | 4          | «Демон» «Demons»                                                                                                 | Майкл Медико           | Эмили Калвер                   | 27 октября 2022 | 604         | 3.87                |
| 82      | 5          | «Собери осколки» «Pick Up the Pieces»                                                                            | Джейсон Уинстон Джордж | Меллоу Браун                   | 3 ноября 2022   | 605         | 3.52                |
| 83      | 6          | «Все говорят не надо» «Everybody Says Don't»                                                                     | Неизвестно             | Неизвестно                     | 10 ноября 2022  | 606         | 3.99                |
| 84      | 7          | «Мы строим, потом ломаем» «We Build Then We Break»                                                               | Неизвестно             | Неизвестно                     | 23 февраля 2023 | 607         | 3.97                |
| 85      | 8          | «Я знаю одно место» «I Know a Place»                                                                             | Неизвестно             | Неизвестно                     | 2 марта 2023    | 608         | 3.83                |

### Сезон 7 (2024)
| № общий | № в сезоне | Название                                                        | Режиссёр   | Автор сценария | Дата премьеры  | Произв. код | Зрители в США (млн) |
| ------- | ---------- | --------------------------------------------------------------- | ---------- | -------------- | -------------- | ----------- | ------------------- |
| 96      | 1          | «Работа этой женщины» «This Woman's Work»                       | Неизвестно | Неизвестно     | 14 марта 2024  | 701         | 2.79                |
| 97      | 2          | «Боже мой» «Good Grief»                                         | Неизвестно | Неизвестно     | 21 марта 2024  | 702         | 2.62                |
| 98      | 3          | «Истинные цвета» «True Colors»                                  | Неизвестно | Неизвестно     | 28 марта 2024  | 703         | 2.48                |
| 99      | 4          | «Проблемный человек» «Trouble Man»                              | Неизвестно | Неизвестно     | 4 апреля 2024  | 704         | 2.57                |
| 100     | 5          | «Мой путь» «My Way»                                             | Неизвестно | Неизвестно     | 11 апреля 2024 | 705         | 2.40                |
| 101     | 6          | «Так мало, чтобы быть уверенным» «With So Little To Be Sure Of» | Неизвестно | Неизвестно     | 2 мая 2024     | 706         | 2.16                |
| 102     | 7          | «Отдать все» «Give It All»                                      | Неизвестно | Неизвестно     | 9 мая 2024     | 707         | 2.31                |
| 103     | 8          | «Проводники нового мира» «Ushers of the New World»              | Неизвестно | Неизвестно     | 16 мая 2024    | 708         | 1.93                |